# 塔斯卡羅瓦斯縣 (俄亥俄州)
塔斯卡羅瓦斯縣（英語：Tuscarawas County）是美國俄亥俄州東部的一個縣。面積1,480平方公里。根據美國2010年人口普查，共有人口92,582人。縣治新費城。它的名字来自特拉华语，可以译为“老城”或者“开口”。

## 历史
欧洲殖民者很长时间里对阿巴拉契亚山脉以西的地区所知很少。只有很少探险家和皮毛商去往这个地区。1750年俄亥俄土地公司的克里斯托弗·吉斯特探索塔斯卡罗瓦斯谷，他的报告显示这里有一些自然宝藏，当地的美洲原住民也比较和善。
1761年从宾夕法尼亚州伯利恒来的摩拉维亚弟兄会传教士在塔斯卡罗瓦斯谷设立了一个传教点。他们和里纳皮人的首领约会，并受邀去当地人的村庄。他允许传教士在塔斯卡罗瓦斯河畔今天斯塔克縣境内建造一座小教堂并对当地人传教。虽然他们能够洗礼十几个当地人，1763年在英法北美战争中他们被迫离开。
1771年在首领的邀请下传教士在塔斯卡罗瓦斯谷修建新传教点。1772年他们和五个昄依的当地人在今天的新费城附近建造了一座传教所。他们建造了一座学校和一座小教堂。当年8月另外250名颁依的当地人入住村庄。
1772年夏他们在约10英里远的地方设立了第二座居民点。1772年10月17日那里举办了第一次神事。1776年首领给又一座居民点捐地，当时它是当地人的主要居住处。
美国独立战争导致这些最初的居民点的毁灭。特拉华人这个时候住在俄亥俄东部的大多数地区，西部的特拉华仁支持底特律要塞里的英军，而东部的特拉华人则支持皮特要塞里的美军。双方都有特拉华人参加游记战役。1781年美国人觉得特拉华人是英国人的盟友，因此美军从皮特要塞出发远征。1781年4月19日塔斯卡罗瓦斯谷里的第三座居民点被摧毁，幸存的居民逃亡北方。另外两座居民点没有被毁，但是这次行动提高了当地的敌对。
1781年9月英军和他们的当地人盟军驱迫昄依基督教的当地人和传教士离开剩下的村落。当地人被迁往西部，传教士被带回底特律要塞，被告背叛英国王室。
由于补给不足被西迁的当地人蒙受饥荒。1782年2月大约100人回到原来的村庄收获他们被迫留下的庄稼和储藏的食物。1782年3月160名宾夕法尼亚民兵袭击村庄把当地人关押起来，他们指控当地人袭击宾夕法尼亚。当地人否认。民兵开会投票决定杀害当地人。次日，3月8日民兵把当地人绑起来，用槌把他们打昏后杀害。民兵一共杀害了28名男子、29名女子和39名儿童。他们把尸体堆在小教堂里，然后把村庄点燃。他们把当地的其它村庄也全部烧毁。
这次大屠杀导致了前线的特拉华人和美国人之间爆发了一场全面战争。其后几年里原住民不断袭击美国移民。1793年晚期一支从华盛顿要塞出发的军队开始了一场非常残暴的战役。最后导致1795年双方签署和平条约，把今天俄亥俄三分之二的地方让给白人移民。
1798年10月传教士回到塔斯卡羅瓦斯谷建造新传教点，继续颁依当地人的工作。在此后几年里从宾夕法尼亚来的移民逐渐来到这里，1808年一座新的长久居住点，新费城，在新传教点附近建成。1812年战争后传教点不断缩小，最后于1824年解散。
1808年2月15日塔斯卡羅瓦斯縣置縣。

## 地理
根据美国人口调查局数据县总面积1480平方千米，其中1470平方千米是陆地面积，9.8平方千米是水域面积。

### 周边縣
- 斯塔克縣（北）
- 卡洛爾縣（东北）
- 哈里森縣（东南）
- 根西縣（南）
- 科肖克頓縣（西南）
- 霍爾姆斯縣（西北）

## 人口
| 调查年                                                 | 人口   | 备注  | %±     |
| ------------------------------------------------------ | ------ | ----- | ------ |
| 1810                                                   | 3,045  |       | —      |
| 1820                                                   | 8,328  |       | 173.5% |
| 1830                                                   | 14,298 |       | 71.7%  |
| 1840                                                   | 25,631 |       | 79.3%  |
| 1850                                                   | 31,761 |       | 23.9%  |
| 1860                                                   | 32,463 |       | 2.2%   |
| 1870                                                   | 33,840 |       | 4.2%   |
| 1880                                                   | 40,198 |       | 18.8%  |
| 1890                                                   | 46,618 |       | 16.0%  |
| 1900                                                   | 53,751 |       | 15.3%  |
| 1910                                                   | 57,035 |       | 6.1%   |
| 1920                                                   | 63,578 |       | 11.5%  |
| 1930                                                   | 68,193 |       | 7.3%   |
| 1940                                                   | 68,816 |       | 0.9%   |
| 1950                                                   | 70,320 |       | 2.2%   |
| 1960                                                   | 76,789 |       | 9.2%   |
| 1970                                                   | 77,211 |       | 0.5%   |
| 1980                                                   | 84,614 |       | 9.6%   |
| 1990                                                   | 84,090 |       | −0.6%  |
| 2000                                                   | 90,914 |       | 8.1%   |
| 2010                                                   | 92,582 |       | 1.8%   |
| 2015年估计                                             | 92,916 | [ 4 ] | 0.4%   |
| 美国十年人口普查 1790-19601900-1990 1990-20002010-2014 |        |       |        |

根据2000年普查绘制的人口结构图

2010年94.7%的居民说英语、1.4%说西班牙语、1.1%说德语、2.0%说其它西日耳曼語。

### 2000年人口普查
根据2000年的人口普查县内有90914名居民，分35653个户，25313个家庭。县的人口密度是每平方千米62人。97.87%的居民是白人、0.73是非裔美国人、0.17%是美洲原住民、0.24%是亚裔美国人、0.05%是太平洋原住民、0.24%是其他人种、0.73%是混血儿。拉丁美洲和其他西班牙裔的人占0.71%。95.3%的居民是英语第一语言人、1.3%以德语为第一语言、1.1%以西班牙语为第一语言。
县内的35653个户里32.3%有18岁以下的未成年人、58.1%是结婚夫妇、9.3%是带孩子的独身妇女、29%不是家庭、24.9%是单身汉、11.5%有65岁以上的老年人。平均每户2.52人，家庭的平均人数为3.01人。
县居民的年龄结构是25.4%在18岁以下、8%在18岁和24岁之间、28.1%在25岁和44岁之间、23.6%在45岁和64岁之间、15%在65岁以上。平均年龄为38岁。女子对男子的性别比为100：95.1，成年人的性别比为100：91.4。
县里户的平均年收入是35489美元，家庭的平均年收入是41677美元。男子的平均年收入是31963美元，女子的平均年收入是20549美元。人均年收入是17276美元。约7.2%的家庭和9.4%的人口生活在贫困线以下，其中包括12.2%的未成年人和7.8%的老年人。

### 2010年人口普查
根据2010年美国人口普查县里有92582名居民，分36965个户，25318个家庭。县内的人口密度为每平方千米63人。96.6%的居民是白人、0.3%是非裔美国人、0.2%是美国原住民、0.2%是太平洋原住民、0.3%是亚裔美国人、0.7%是其他人种、1.2%是混血儿。1.9%是西班牙裔或者其他拉丁美洲裔的人。38%的人是德国后裔、16%是爱尔兰后裔、10.9%是英国后裔、7.7%是美国后裔、7.6%是意大利后裔。
县内的36965个户30.6%有18岁以下的未成年人、54%是结婚夫妇、9.8%是带孩子的单身妇女、31.5%不是家庭、26.6%是单身汉。平均每户2.47人，家庭平均大小为2.97人。平均年龄是40.9岁。
平均每户年收入42081美元，平均每个家庭年收入51330美元。男子平均年收入40490美元，女子平均年收入27193美元。人平均年收入20536美元。9.2%的家庭和12.8%的居民生活在贫困线以下，其中包括17.7%的未成年人和10.2%的老年人。

### 政治
2012年总统选举时塔斯卡羅瓦斯縣有59884名登记的选民。塔斯卡羅瓦斯縣的选民传统地偏向共和党。2012年米特·羅姆尼获得22242张选票，相当于全部选民的53.35%，而贝拉克·奥巴马获得18407张选票，相当于44.15%。

## 社群

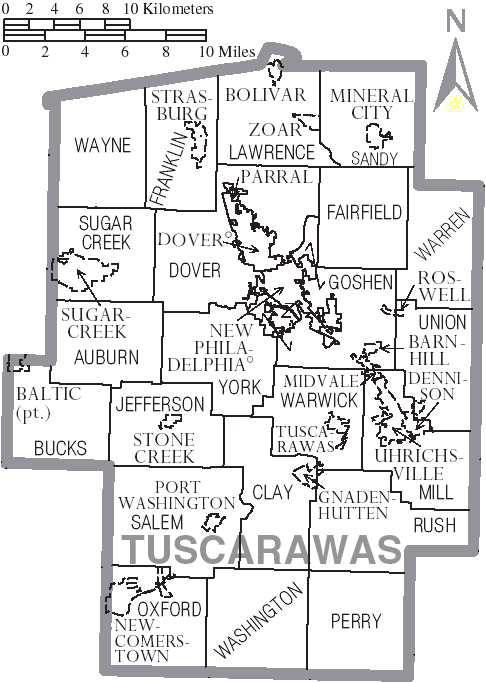
塔斯卡羅瓦斯縣的地图

## 政治
| Year   | 共和黨        | 民主党        |
| ------ | ------------- | ------------- |
| 2016年 | 64.57% 26,105 | 29.42% 11,895 |
| 2012年 | 53.35% 22,242 | 44.15% 18,407 |
| 2008年 | 47.50% 20,454 | 49.93% 21,498 |
| 2004年 | 55.54% 23,829 | 43.94% 18,853 |
| 2000年 | 52.67% 19,549 | 42.78% 15,879 |

## 名人
- 塞缪尔·科斯格罗夫，华盛顿州州长
- 威廉•克拉克•匡特里尔，美国内战期间联邦军游击队首领
- 賽·揚，棒球运动员